# George Odger
George Odger est un syndicaliste anglais, né en 1814 à Plymouth et mort le 4 mars 1877 à Londres.

Il est l'un des fondateurs de la Première Internationale.

## Biographie
Exerçant la profession de cordonnier à Londres, il participe à de nombreux meetings et engage les ouvriers à se regrouper en fédération.

Secrétaire des Trade unions de Londres, il prend part en 1864 à la fondation de la Société internationale des Travailleurs.